# مجلس شيوخ ولاية مسيسيبي
مجلس شيوخ ولاية مسيسيبي (بالإنجليزية: Mississippi State Senate)‏  هو مجلس شيوخ ولاية مسيسيبي الأمريكية، وهو المجلس الأعلى في هيئة مسيسيبي التشريعية ‏.

## الصلاحيات والعملية التشريعية
من الواجب دستورياً على المجلس التشريعي لولاية مسيسيبي الانعقاد 125 يوماً كل أربعة سنوات، والاجتماع 90 يوماً في السنوات الأخرى. يتمتع مجلس شيوخ الولاية بالسلطة التي تخوله تحديد ووضع القواعد القانونية الخاصة بأعماله بالإضافة إلى معاقبة أعضائه في حال ارتكب أحدهم سلوكاً مخلاً بالقانون وفصل أحد الأعضاء عبر إجراء تصويت يجب أن يصوّت فيه ثلثي أعضاء المجلس على قرار الطرد. تخضع مشاريع القوانين إلى ثلاثة قراءات في كِلا المجلسين (الأعلى والأدنى)، إلَّا في حال تصويت ثلثيّ الأعضاء لصالح تعطيل القواعد. يجب أن يوافق كِلا المجلسين الأعلى والأدنى على تعديلات القوانين قبل دخولها حيز التنفيذ.
يتمتع حاكم الولاية بحق رفض التشريعات مستخدماً الفيتو، ولكن يستطيع المشرعون تجاوز هكذا فيتو عند حصول تشريع ما على ثلثيّ الأصوات الكليَّة.

## وصلات خارجية
- المجلس التشريعي لولاية مسيسيبي (بالإنجليزية)